# Amir Saipi
Amir Saipi (Sciaffusa, 8 luglio 2000) è un calciatore svizzero naturalizzato kosovaro, portiere del Lugano e della nazionale kosovara.

## Carriera

### Club
Cresciuto nel settore giovanile dello Sciaffusa, nella stagione 2016-2017 gioca due partite con la squadra riserve. Nel 2017 viene ceduto in prestito al Winterthur, che lo aggrega alle proprie giovanili. Nel 2018 passa in prestito al Grasshoppers, dove gioca stabilmente con la formazione Under-21. Rientrato dal prestito, esordisce in prima squadra il 20 luglio 2019, in occasione dell'incontro di Challenge League pareggiato per 2-2 contro il Losanna. Dopo aver totalizzato 45 presenze nell'arco di 3 anni, il 10 settembre 2021 viene acquistato dal Lugano, con cui firma un contratto quinquennale. Esordisce in Super League il 24 ottobre successivo, nell'incontro perso per 2-0 contro il Basilea.

### Nazionale
Dopo avere rappresentato le nazionali giovanili svizzere Under-20 ed Under-21 ha optato per rappresentare il Kosovo, nazionale delle sue origini, da cui è stato convocato per la prima volta il 4 ottobre 2024. Ha esordito con la massima selezione kosovara otto giorni dopo nel successo esterno in Nations League contro la Lituania (1-2).

## Statistiche

### Presenze e reti nei club
Statistiche aggiornate al 31 luglio 2022.
| Stagione         | Squadra          | Campionato       | Campionato | Campionato | Coppe nazionali | Coppe nazionali | Coppe nazionali | Coppe continentali | Coppe continentali | Coppe continentali | Altre coppe | Altre coppe | Altre coppe | Totale | Totale |
| Stagione         | Squadra          | Comp             | Pres       | Reti       | Comp            | Pres            | Reti            | Comp               | Pres               | Reti               | Comp        | Pres        | Reti        | Pres   | Reti   |
| ---------------- | ---------------- | ---------------- | ---------- | ---------- | --------------- | --------------- | --------------- | ------------------ | ------------------ | ------------------ | ----------- | ----------- | ----------- | ------ | ------ |
| 2016-2017        | Sciaffusa II     | 2Li              | 2          | -10        |                 | -               | -               |                    | -                  | -                  |             | -           | -           | 2      | -10    |
| 2018-2019        | Grasshoppers U21 | 1L               | 19         | -37        |                 | -               | -               |                    | -                  | -                  |             | -           | -           | 19     | -37    |
| 2019-2020        | Sciaffusa        | ChL              | 30         | -47        | CS              | 0               | 0               |                    | -                  | -                  |             | -           | -           | 30     | -47    |
| 2020-2021        | Sciaffusa        | ChL              | 11         | -13        | CS              | 0               | 0               |                    | -                  | -                  |             | -           | -           | 11     | -13    |
| lug.-ago. 2021   | Sciaffusa        | ChL              | 4          | -7         | CS              | 0               | 0               |                    | -                  | -                  |             | -           | -           | 4      | -7     |
| Totale Sciaffusa | Totale Sciaffusa | Totale Sciaffusa | 45         | -67        |                 | 0               | 0               |                    | -                  | -                  |             | -           | -           | 45     | -67    |
| 2021-2022        | Lugano           | ASL              | 22         | -35        | CS              | 4               | -4              |                    | -                  | -                  |             | -           | -           | 26     | -39    |
| 2022-2023        | Lugano           | ASL              | 3          | -6         | CS              | 0               | 0               | UECL               | 0                  | 0                  |             | -           | -           | 3      | -6     |
| Totale carriera  | Totale carriera  | Totale carriera  | 91         | -155       |                 | 4               | -4              |                    | 0                  | 0                  |             | -           | -           | 95     | -159   |

## Palmarès

### Club

#### Competizioni nazionali
- Coppa Svizzera: 1

Lugano: 2021-2022